# Vedi (město)
Vedi (arménsky Վեդի) je město v Araratské provincii v Arménii. K roku 2011 mělo přes jedenáct tisíc obyvatel.

## Poloha
Vedi leží na východě Araratské roviny na stejnojmenné řece,  která jím protéká od východu k jihozápadu a zhruba patnáct kilometrů jihozápadně od města se vlévá zleva do Araksu, který zde tvoří arménsko-tureckou hranici. Od Jerevanu, hlavního města Arménie, je vzdáleno přibližně pětatřicet kilometrů jihovýchodně. Na jihu město hraničí s Goravanskou stepí.

## Dějiny
Osídlení je zde doloženo už z doby království Urartu. Samotné jméno zmiňuje poprvé v 13. století Stepanos Orbelian.
Počátkem 19. století zde bydlelo přibližně 250 rodin.
Na základě Turkmančajského míru, který v roce 1828 ukončil rusko-perskou válku, připadlo Vedi ruskému impériu. Následně se sem v třicátých letech přestěhovalo přibližně pět set Arménů z perského města Maku.
V roce 1850 se Vedi stalo součástí nově vzniklé Jerevanské gubernie.
V době její krátké existence v letech 1918–1920 bylo Vedi součástí meziválečné Arménské republiky a následně patřilo do Sovětského svazu v rámci Zakavkazské sovětské federativní socialistické republiky. Pak bylo od roku 1936 do rozpadu Sovětského svazu v   roce 1991 součástí Arménské sovětské socialistické republiky.
V této éře získalo Vedi v roce 1963 status sídlo městského typu.
Městem se stalo Vedi až v roce 1995 až jako součást samostatné Arménie.

### Rodáci
- Armen Mkrtčjan (* 1973), zápasník